# Mariano Barbosa
Mariano Damián Barbosa, född 27 juli 1984 i Avellaneda, Buenos Aires, är en argentinsk fotbollsspelare (målvakt).
Han spelar för närvarande (2015) för Villarreal CF och har italienskt pass.